# Lakeside Technology Center
41°51′13″ пн. ш. 87°37′05″ зх. д. / 41.853611° пн. ш. 87.618056° зх. д.
Друкарська фабрика R.R Donnelley, іноді відома як Calumet Plant або Lakeside Plant, а тепер відома як Lakeside Technology Center, була побудована між 1912 і 1929 роками для розміщення операцій поліграфічної компанії RR Donnelley. У 1993 році завод закрили після того, як компанія Sears, Roebuck and Co. припинила випуск свого каталогу для замовлення поштою, який був останнім великим звітом, надрукованим там. У 1999 році будівля була модернізована і наразі належить Digital Realty Trust, що працює як Колокаційний центр і центр обробки даних. Нещодавно обладнана будівля була першим і найбільшим запланованим готелем у Сполучених Штатах.
Будівлю спроєктував Говард Ван Дорен Шоу як вогнетривку конструкцію із залізобетонних колон і відкритої бетонної підлоги.  Хоча за стандартами того часу він вважався дорогим, T.E. Доннеллі погодився, що підтримка буде потрібна для багатьох тонн паперу, які вони використовували, і великих пресів, якими вони керували. Підтримувана 4675 сталевими залізобетонними колонами, ця конструкція не тільки добре послужила Доннеллі, але й забезпечила ідеальну інфраструктуру для майбутніх орендарів. Щоб підтримати несучу конструкцію будівлі, арматурні стержні, зазвичай укладені перпендикулярно, були покладені під різними кутами, щоб підлоги витримували навантаження щонайменше 250 фунтів на квадратний фут.
Нинішні основні орендарі будівлі включають Чиказька товарна біржа, Telx, Equinix, Steadfast Networks і CenturyLink.
Зовнішні орнаменти зображують символи історії друкарства. Частини будівлі, включно зі внутрішньою Меморіальною бібліотекою, спроєктував архітектор Чарльз Клаудер.